# برتی آلبرشت
برتی آلبرشت (فرانسوی: Berty Albrecht‎؛ ۱۵ فوریهٔ ۱۸۹۳ – ۳۱ مهٔ ۱۹۴۳) فمینیست و یک شهید مقاومت فرانسه بود. او در ۱۹۴۳ بر اثر خودکشی در شهر فرن (ول-دو-مرن) درگذشت.

## زندگی‌نامه
برتی در ۱۵ فوریه ۱۸۹۳ با نام برتی ویلد در مارسی در یک خانواده پروتستان طبقه متوسط متولد شد، در سال ۱۹۱۸ با یک بانکدار هلندی به نام فریدریک آلبرشت ازدواج کرد. آن‌ها دو فرزند داشتند، فریدریک و میرل.
برتی از همسرش جدا شد و به پاریس نقل مکان کرد. در آنجا با ویکتور باچ، یک معلم در دانشگاه سوربن و رئیس لیگ حقوق بشر دوست شد. او سپس یک مجله فمینیستی به نام مشکل جنسی Le Problème Sexuel ایجاد کرد که از طریق آن برای جنبش پیشگیری از بارداری و سقط جنین مبارزه کرد.
با درک واقعیت نازیسم و در حالیکه نسبت به توافقنامه مونیخ خصومت داشت، او یک مرکز برای پناهندگان آلمانی تأسیس کرد. در آنجا با کاپیتان هانری فرنه آشنا شد و در تمام اقدامات مقاومت او، با وجود اختلافات سیاسی، شرکت داشت. آلبرشت به کمونیستها نزدیک بود، در حالی که فرنه، هرچند دشمنی شدید با نازی‌ها و مزدورانشان داشت، در مورد مارشال پتن، شبه‌هایی داشت. او فکر می‌کرد که پتن مخفیانه در حال آماده‌سازی برای آزادی فرانسه آزاد هست. برتی و هنری به صورت موفق‌آمیز سه ژورنال را چاپ کردند: «بولتنهای اطلاعاتی و تبلیغاتی»، «بال‌های کوچک» و سپس «حقیقت». آن‌ها پس از این مدیران شبکه «نبرد» شدند.

## دستگیری و درگذشت
برتی یک بار توسط پلیس فرانسه بازداشت و سپس آزاد شد. او در سال ۱۹۴۳ توسط گشتاپو دستگیر و به زندان فرِن، جایی که مورد شکنجه قرار گرفت، منتقل شد. او سپس با حلق‌آویز کردن خود، در شهر فرن خودکشی کرد.

## میراث
پس از جنگ، پیکر او در قسمت شهیدان مقاومت فرانسه در فورت مونت والریان دفن شد. این محل در حال حاضر بخشی از یادبود مبارزین فرانسه است.
برتی آلبرشت یکی از شش زنی است که برای عنوان «مبارز مقاومت فرانسه» کاندید شده‌اند.